# Giacinto Maria Passati
Giacinto Maria Passati (Isola di Mezzo, 1º dicembre 1620 – Stagno, 8 agosto 1680) è stato un vescovo cattolico italiano.

## Biografia
Giacinto Passati è stato nominato vescovo di Stagno il 13 maggio 1680 da Papa Benedetto XIII e da Stefano Brancaccio. Resse la diocesi fino alla sua morte, avvenuta l’8 agosto 1680.

## Genealogia Episcopale
- Papa Benedetto XIII
- Paluzzo Paluzzi Altieri Degli Albertoni
- Ulderico Carpegna
- Luigi Caetani
- Ludovico Ludovisi
- Galeazzo Sanvitale
- Girolamo Bernerio
- Giulio Antonio Santori
- Scipione Rebiba
- Giacinto Maria Passati